# Patersonia
Patersonia is een geslacht uit de lissenfamilie (Iridaceae). De soorten komen voor in Zuidoost-Azië, Australië, Nieuw-Guinea en Nieuw-Caledonië.

## Soorten
- Patersonia argyrea D.A.Cooke
- Patersonia babianoides Benth.
- Patersonia borneensis Stapf
- Patersonia drummondii F.Muell. ex Benth.
- Patersonia fragilis (Labill.) Asch. & Graebn.
- Patersonia glabrata R.Br.
- Patersonia graminea Benth.
- Patersonia inaequalis Benth.
- Patersonia inflexa Goldblatt
- Patersonia juncea Lindl.
- Patersonia lanata R.Br.
- Patersonia limbata Endl.
- Patersonia lowii Stapf
- Patersonia macrantha Benth.
- Patersonia maxwellii (F.Muell.) F.Muell. ex Benth.
- Patersonia neocaledonica Goldblatt & J.C.Manning
- Patersonia novoguineensis Gibbs
- Patersonia occidentalis R.Br.
- Patersonia philippinensis Goldblatt
- Patersonia pygmaea Lindl.
- Patersonia rudis Endl.
- Patersonia sericea R.Br.
- Patersonia spirafolia Keighery
- Patersonia sumatrensis Goldblatt
- Patersonia umbrosa Endl.

... · 
Crocus (Krokus) · 
Dietes · 
Freesia · 
Gladiolus (Gladiool) · 
Gelasine ·
Iris (Lis) · 
Sisyrinchium · 
Moraea · 
Romulea · 
Tigridia · 
Witsenia · 
...